# Pompeion

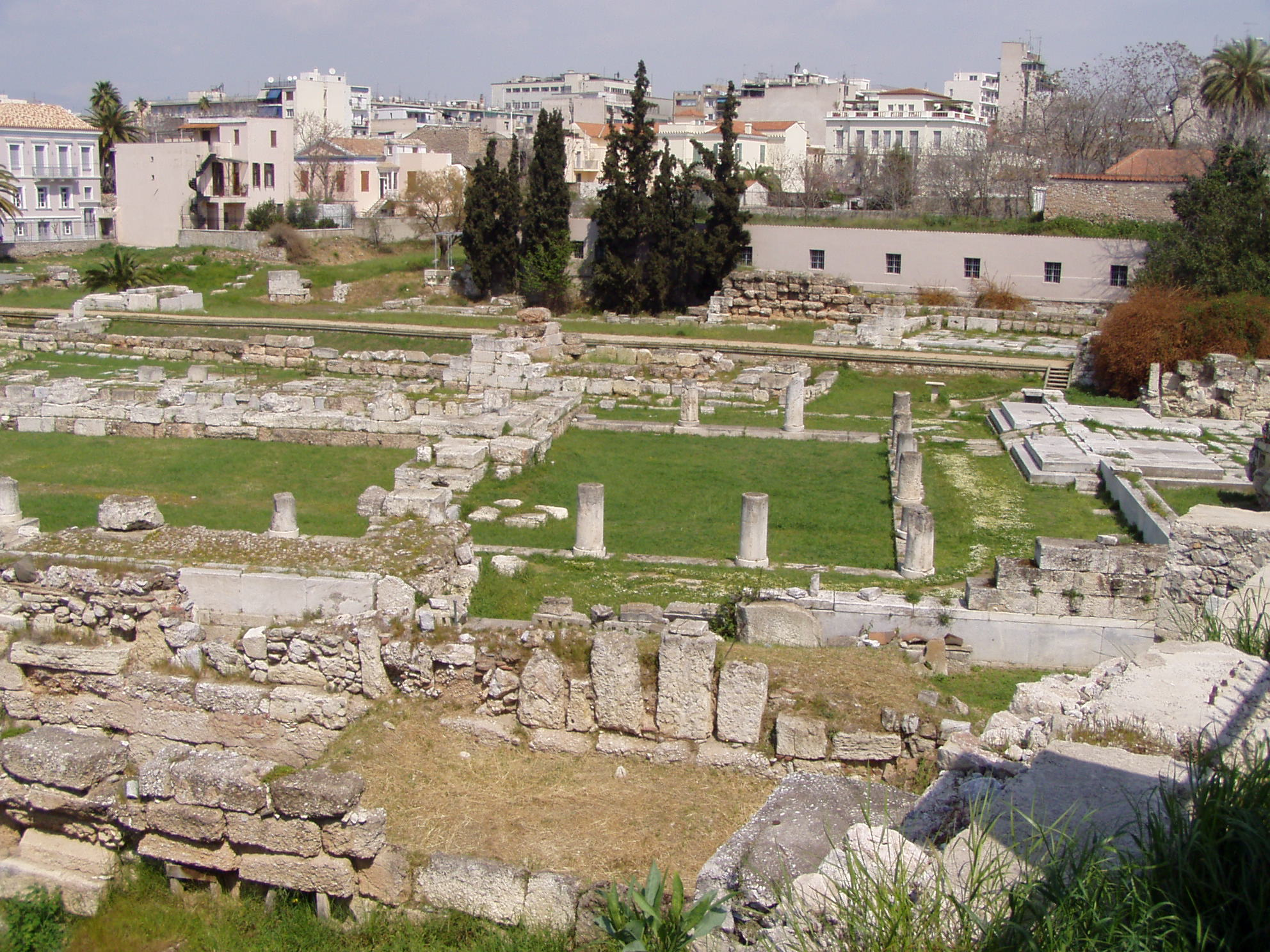
Reste des Pompeion von Südwesten aus

Das Pompeion (Πομπεῖον) war eine multifunktionelle architektonische Anlage im antiken Kerameikos von Athen.

## Geschichte
Das Pompeion lag innerhalb der Stadtmauer zwischen dem Dipylon und dem Heiligen Tor. Der von Säulenhallen umgebene rechteckige Hof diente zum einen als Palästra, also als Sportanlage, zum anderen als Raum zur Vorbereitung des Panathenäenzuges, woher auch der Name rührt: Die Pompe (altgriechisch πομπή pompē „Geleit, Begleitung“) ist die altgriechische Bezeichnung für einen Festumzug. Hier wurde der jährlich stattfindende kleine Panathenäenzug zur Akropolis vorbereitet und begonnen. Anlässlich der großen Panathenäen alle vier Jahre richteten die Athener im Pompeion den Peplos für die Kultstatue der Göttin Athena auf der Akropolis her, der als Segel an einem mit Rädern versehenen Schiffsnachbau aufgezogen wurde, um dann in einer Prozession auf die Akropolis gezogen zu werden.
Ein erster Bau wurde bereits im Jahre 400 v. Chr. auf Porosfundamenten errichtet. Der 45 × 17 m messende Hof war wohl noch mit 6 × 14 Holzsäulen umstanden. Noch vor der Fertigstellung dieses ersten Baues wurde der Plan kurz nach 400 v. Chr. geändert und erweitert. Auf dem größeren Grundriss wurden die Säulen der Hallen nun aus Poros mit ionischen Marmorkapitellen errichtet. Die Anlage konnte durch eine monumentale Toranlage (Propylon) aus Marmor mit vier ionischen Säulen betreten werden. Der mittlere der drei Durchgänge besaß eine Rampe mit Spurrillen für Wagen.

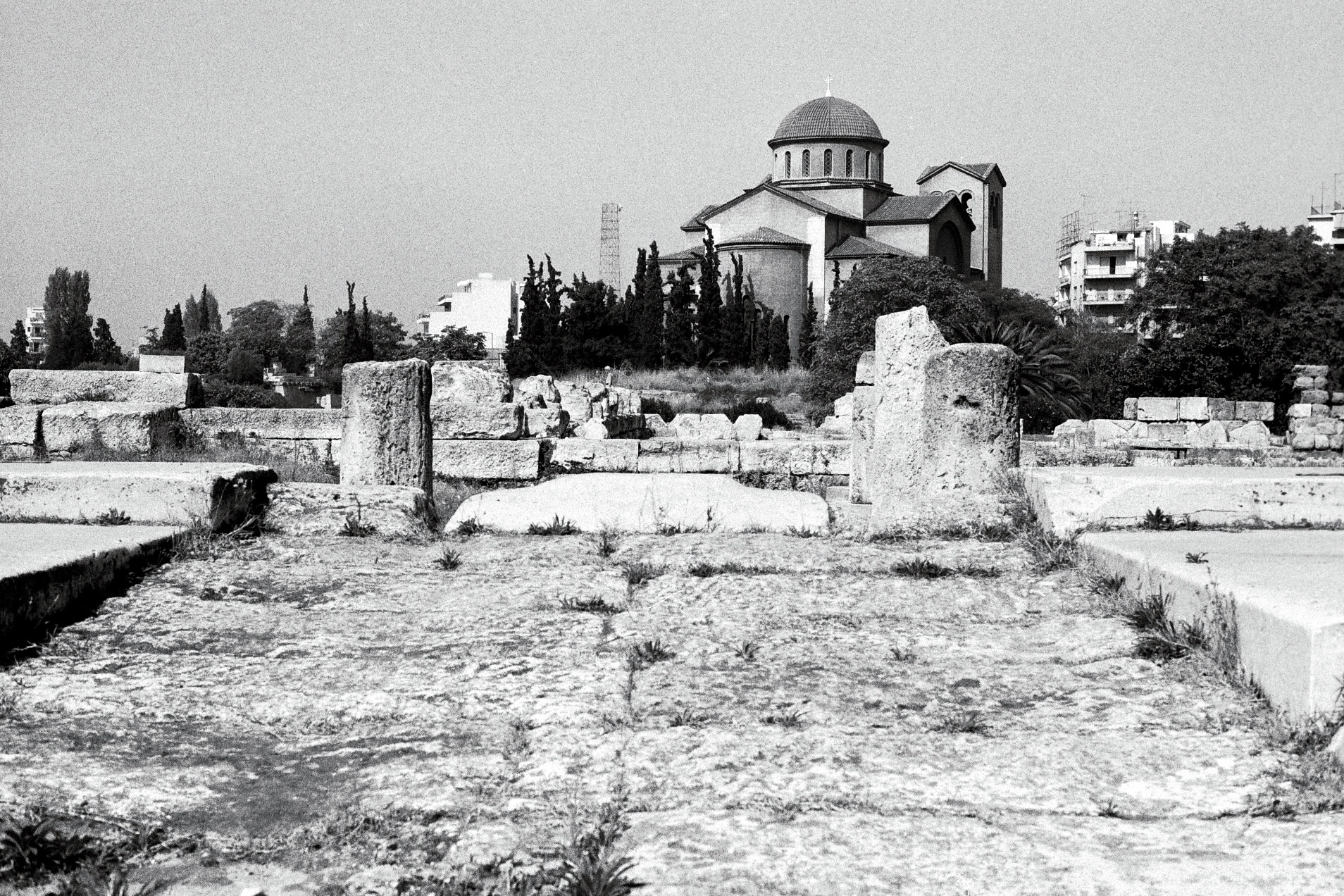
Pompeion im Kerameikos von Athen

An der Nordwest- und Nordostseite sind Bankett- und Wirtschaftsräume angeschlossen, die wohl der Funktion als offizielles Staatsgebäude zur Ausrichtung der Panathenäen geschuldet sind. Teile der Böden sind mit Kieselmosaiken versehen worden, an den Wänden entlang standen Klinen. Hier durften nur die Prytanen und Archonten mit geladenen Staatsgästen speisen, insgesamt bis zu 66 Personen.
Spätere Umbauten zwischen dem 3. und 1. Jahrhundert v. Chr. ersetzten die Lehmziegelwände durch Kalkstein, in die wiederum vergitterte Fenster eingesetzt wurden.
Inschriften und Quellen legen nahe, dass die Wände der Säulenhallen Gemälde von Dichtern und Rednern trugen. Darüber hinaus ist eine Bronzestatue des Sokrates vom Bildhauer Lysipp belegt. Den jungen Epheben, die hier ihre sportliche Ausbildung erhielten, wurden über solche Bilddenkmäler vorbildhafte Athener vorgeführt.